# David Toups
David Leon Toups (ur. 26 marca 1971 w Seattle) – amerykański duchowny katolicki, biskup Beaumont od 2020.

## Życiorys
Święcenia kapłańskie otrzymał 14 czerwca 1997 i został inkardynowany do diecezji Saint Petersburg. Po kilkuletnim stażu wikariuszowskim oraz studiach w Rzymie został wicedziekanem studiów w seminarium w Boyton Beach. W latach 2007–2010 pracował w sekretariacie amerykańskiej Konferencji Episkopatu ds. duchowieństwa, życia konsekrowanego i powołań. W 2010 objął probostwo w Tampa, a w latach 2012–2020 kierował seminarium w Boyton Beach.
9 czerwca 2020 papież Franciszek mianował go ordynariuszem diecezji Beaumont. Sakry biskupiej udzielił mu 21 sierpnia 2020 kard. Daniel DiNardo.